# Andreea Corduneanu
Andreea Corduneanu (n. 26 iunie 1995, Botoșani, România) este o jucătoare română de fotbal feminin pe postul de fundaș. 

## Carieră
Botoșăneancă a jucat pentru Olimpia Cluj, Aïre-Le-Lignon ⁠(Elveția), Diósgyőri VTK (Ungaria) și pentru echipa națională a României. În 2018 s-a retras din activiate, dar după un an și jumătate a revenit la Heniu Prundu Bârgăului.

## Titluri
Olimpia Cluj
Câștigătoare
- Liga I (5): 2012, 2013, 2014, 2015, 2016
- Cupa României (3): 2013, 2014, 2015